# 닷넷 재단

닷넷 재단(.NET Foundation)은 닷넷 프레임워크를 중심으로 오픈 소스 소프트웨어 개발 및 협업을 개선하기 위해 마이크로소프트가 2014년 3월 31일에 설립한 조직이다. 마이크로소프트가 개최한 연례 빌드 2014 컨퍼런스에서 출시되었다. 이 재단은 라이선스에 구애받지 않으며 재단에 포함된 프로젝트는 오픈 소스 이니셔티브(OSI)에서 정의한 대로 모든 오픈 소스 라이선스를 자유롭게 선택할 수 있다. 이 재단은 깃허브를 사용하여 관리하는 오픈 소스 프로젝트를 호스팅한다.
닷넷 재단 프로젝트에 기여한 사람은 누구나 닷넷 재단 회원으로 신청할 수 있다. 회원은 이사회 선거에 투표할 수 있으며, 이는 조직의 건전성을 지킨다.
이 재단은 마이크로소프트 앤드 오픈 소스에서 제공하는 .NET Compiler Platform("Roslyn") 및 ASP.NET 오픈 소스 프로젝트 제품군을 포함하는 24개의 프로젝트로 시작되었다. Xamarin은 오픈 소스 이메일 라이브러리인 MimeKit 및 MailKit을 포함하여 6개의 프로젝트에 기여했다. 2020년 5월 현재 .NET, EF(엔티티 프레임워크), MEF(Managed Extensibility Framework), MSBuild, NuGet, Orchard CMS 및 WorldWide Telescope를 포함한 556개의 활성 프로젝트를 관리하고 있다. 이러한 프로젝트 중 다수는 아우터커브 파운데이션 프로젝트 갤러리에도 나열되어 있다.
2022년 6월 기준 이사회는 빌 와그너, 하비에르 로자노, 리치 랜더, 프랭크 오둠, 마티아스 칼슨, 롭 프루스, 숀 와일더무스로 구성되었다.

## 같이 보기
- 자유 소프트웨어 운동
- ASP.NET MVC
- SignalR
- 닷넷 마이크로 프레임워크